# نیک کاگلی
نیک کاگلی (انگلیسی: Nick Cogley؛ ۴ مه ۱۸۶۹ – ۲۰ مه ۱۹۳۶) بازیگر، و فیلم‌نامه‌نویس اهل ایالات متحده آمریکا بود.

## گزیدهٔ فیلم‌شناسی
- آسایشگاه مسلولین
- قهرمان جدید میبل
- پلیس بنگفیل
- گرفتار در کاباره
- عشق جریحه‌دارشده تیلی
- عشق، چپاول و تصادف
- سند بدهکاری مورفی
- همهمه‌ای از ژرفنا
- شهبانوی کولی
- پسر مامان
- شور و اشتیاق سه‌گانه
- تبهکاران
- یک راهزن
- پیت هیز
- دو ملوان کارکشته
- آن گروه موسیقی رگتایم
- کمک! کمک! هاری!